# Elecciones estatales de Querétaro de 2015
Las elecciones estatales de Querétaro de 2015 se llevaron a cabo el domingo 7 de junio de 2015, y en ellas se renovaron los siguientes cargos de elección popular de Querétaro:
- Gobernador de Querétaro. Titular del poder ejecutivo del estado y electo para un periodo de seis años no renovables en ningún caso. El candidato electo fue Francisco Domínguez Servién
- 18 ayuntamientos. Compuestos por un Presidente Municipal y regidores, electos para un periodo de tres años y con opción a ser reelegibles por primera vez en la historia, para el periodo inmediato.[1][2]
- 25 diputados al Congreso del Estado. 15 electos por mayoría relativa en cada uno de los distritos electorales y 10 elegidos por representación plurinominal.

## Resultados electorales

### Gobernador de Querétaro
Se postularon cinco candidatos, cuatro de ellos abanderados por un partido único (PAN, PRD, Morena y MC) y uno más por una coalición de cuatro partidos (PRI, PVEM, PANAL y PT), en tanto que los partidos PES y Humanista no postularon candidato. Los resultados que se obtuvieron se señalan a continuación.
El PAN obtuvo el triunfo en la gubernatura de Querétaro con su candidato Francisco Domínguez Servién, siendo la primera vez en su historia que logra recuperar un gobierno que había perdido cuando su candidato Manuel González Valle fue derrotado a manos del priista José Calzada Rovirosa en las elecciones estatales de 2009, luego haber sido uno de sus principales bastiones en el periodo 1997-2009. Además se presentó la mayor diferencia obtenida, en términos porcentuales y votos, entre el ganador de las elecciones y el segundo lugar desde el año 1997.
El candidato de Movimiento Ciudadano a Gobernador de Querétaro, Salvador López Ávila, declinó en una alianza de facto a favor de Francisco Domínguez Servién
Se registró un padrón de 1 millón 413 mil 734 electores, con una participación electoral del 57.26%.
|  | 46.91 % |

|  | 39.65 % |

|  | 2.82 % |

|  | 1.58 % |

|  | 5.63 % |

|  | 0.11 % |

|  | 3.30 % |

### Elecciones Municipales

#### Querétaro
| Partido/Coalición | Partido/Coalición                                              | Candidato                           | Votos   | Porcentaje |
| ----------------- | -------------------------------------------------------------- | ----------------------------------- | ------- | ---------- |
|                   | Partido Acción Nacional                                        | Marcos Aguilar Vega Hecho           | 172,578 | 50.74%     |
|                   | Coalición "El Querétaro que tú y yo queremos" (PRI-PVEM-PANAL) | Manuel Pozo Cabrera                 | 110,440 | 32.47%     |
|                   | Partido de la Revolución Democrática                           | Gonzalo Bárcenas Reyes              | 6,888   | 2.03%      |
|                   | Partido del Trabajo                                            | Marco Antonio Carrillo Pacheco      | 3,851   | 1.13%      |
|                   | Movimiento Ciudadano                                           | Cristina Berenice García Vega       | 5,575   | 1.64%      |
|                   | Movimiento de Regeneración Nacional                            | Ángel Eduardo Simón Miranda Correa  | 15,838  | 3.66%      |
|                   | Partido Encuentro Social                                       | Gustavo César Jesús Buenrostro Díaz | 6,381   | 1.88%      |
|                   | Partido Humanista                                              | Amelia Carolina Almanza Zarazúa     | 6,095   | 1.79%      |
|                   | Candidatos No Registrados                                      | Candidatos No Registrados           | 353     | 0.10%      |
|                   | Nulos                                                          | Nulos                               | 12,121  | 3.56%      |
| Total             | Total                                                          | Total                               | 340,120 | 100%       |

#### Corregidora
| Partido/Coalición | Partido/Coalición                    | Candidato                     | Votos  | Porcentaje |
| ----------------- | ------------------------------------ | ----------------------------- | ------ | ---------- |
|                   | Partido Acción Nacional              | Mauricio Kuri González Hecho  | 34,172 | 52.09%     |
|                   | Coalición PRI-PVEM-PANAL             | José Javier Ortega de la Vega | 17,829 | 27.18%     |
|                   | Partido de la Revolución Democrática | Leonor Herrera Hernández      | 1,737  | 2.65%      |
|                   | Partido del Trabajo                  | Juan Fernando Galicia Medina  | 595    | 0.91%      |
|                   | Movimiento Ciudadano                 | Beatriz Adriana Guerrero Lúa  | 535    | 0.82%      |
|                   | Movimiento de Regeneración Nacional  | María Guadalupe Rueda Zamora  | 2,742  | 4.18%      |
|                   | Partido Encuentro Social             | José Aquileo Arias González   | 1,374  | 2.09%      |
|                   | Partido Humanista                    | Roberto Bravo Ramos           | 1,296  | 1.97%      |
|                   | Candidato Independiente              | Federico Montero Castillo     | 2,722  | 4.15%      |
|                   | Candidatos No Registrados            | Candidatos No Registrados     | 79     | 0.12%      |
|                   | Nulos                                | Nulos                         | 2,522  | 3.84%      |
| Total             | Total                                | Total                         | 65,603 | 100%       |

#### El Marqués
| Partido/Coalición | Partido/Coalición                    | Candidato                     | Votos  | Porcentaje |
| ----------------- | ------------------------------------ | ----------------------------- | ------ | ---------- |
|                   | Partido Acción Nacional              | José Guadalupe García Ramírez | 22,848 | 40.72%     |
|                   | Coalición PRI-PVEM-PANAL             | Mario Calzada Mercado Hecho   | 25,611 | 45.64%     |
|                   | Partido de la Revolución Democrática | Esteban Darío Martínez Luna   | 1,461  | 2.60%      |
|                   | Partido del Trabajo                  | Guillermo Granados Ramírez    | 1,043  | 1.86%      |
|                   | Movimiento Ciudadano                 | Mauro Aragón Chávez           | 603    | 1.07%      |
|                   | Movimiento de Regeneración Nacional  | Saturnino González Juárez     | 1,688  | 3.01%      |
|                   | Partido Encuentro Social             | Enedina Pérez Aguilar         | 800    | 1.43%      |
|                   | Candidato Independiente              | José Carlos Laborde Vega      | 567    | 1.01%      |
|                   | Candidatos No Registrados            | Candidatos No Registrados     | 115    | 0.20%      |
|                   | Nulos                                | Nulos                         | 1,375  | 2.46%      |
| Total             | Total                                | Total                         | 56,111 | 100%       |

#### Huimilpan
Los resultados oficiales del escrutinio de actas del IEEQ se señalan a continuación, sin embargo el TEEQ anuló la elección en este municipio y ordenó al IEEQ convocar a elecciones extraordinarias para el día 6 de diciembre de 2015.
| Partido/Coalición | Partido/Coalición                    | Candidato                        | Votos  | Porcentaje |
| ----------------- | ------------------------------------ | -------------------------------- | ------ | ---------- |
|                   | Partido Acción Nacional              | Cristina Heinze Elizondo         | 3,663  | 24.49%     |
|                   | Coalición PRI-PT                     | Celia Durán Terrazas             | 3,485  | 23.31%     |
|                   | Partido de la Revolución Democrática | Mario Daniel Espinosa Valencia   | 1,312  | 8.77%      |
|                   | Partido Verde Ecologista de México   | María Julieta Arias Vega         | 293    | 1.96%      |
|                   | Movimiento Ciudadano                 | Luis Javier Gutiérrez Chillón    | 851    | 5.69%      |
|                   | Nueva Alianza                        | Juan Guzmán Cabrera              | 4,219  | 28.22%     |
|                   | Movimiento de Regeneración Nacional  | Ma. Guadalupe Vázquez Miranda    | 152    | 1.02%      |
|                   | Partido Encuentro Social             | Felipe Edgar Guevara Sandoval    | 75     | 0.50%      |
|                   | Partido Humanista                    | Marcela Eridani Hernández Rangel | 98     | 0.66%      |
|                   | Candidatos No Registrados            | Candidatos No Registrados        | 2      | 0.01%      |
|                   | Nulos                                | Nulos                            | 803    | 5.37%      |
| Total             | Total                                | Total                            | 14,953 | 100%       |

#### San Juan del Río
| Partido/Coalición | Partido/Coalición                                     | Candidato                     | Votos  | Porcentaje |
| ----------------- | ----------------------------------------------------- | ----------------------------- | ------ | ---------- |
|                   | Partido Acción Nacional                               | Guillermo Vega Guerrero Hecho | 40,600 | 41.22%     |
|                   | Coalición "San Juan del Río Nos Une" (PRI-PVEM-PANAL) | Gerardo Sánchez Vázquez       | 37,065 | 37.63%     |
|                   | Partido de la Revolución Democrática                  | Gabriela Roldán Uribe         | 1,504  | 1.53%      |
|                   | Partido del Trabajo                                   | David Chávez Dorantes         | 1,275  | 1.30%      |
|                   | Movimiento Ciudadano                                  | Virginia López Ordaz          | 987    | 1.00%      |
|                   | Movimiento de Regeneración Nacional                   | Cesareo Piña Alegría          | 2,536  | 2.58%      |
|                   | Partido Encuentro Social                              | Carlos Tizoc Mondragón Barrón | 2,261  | 2.30%      |
|                   | Partido Humanista                                     | Jesús Salvador Olvera Pérez   | 8,964  | 9.10%      |
|                   | Candidatos No Registrados                             | Candidatos No Registrados     | 101    | 0.10%      |
|                   | Nulos                                                 | Nulos                         | 3,195  | 3.24%      |
| Total             | Total                                                 | Total                         | 98,488 | 100%       |

#### Tequisquiapan
| Partido/Coalición | Partido/Coalición                    | Candidato                    | Votos  | Porcentaje |
| ----------------- | ------------------------------------ | ---------------------------- | ------ | ---------- |
|                   | Partido Acción Nacional              | José Gaytán Alcaraz          | 5,279  | 16.55%     |
|                   | Coalición PRI-PT                     | David Dorantes Reséndiz      | 8,582  | 26.90%     |
|                   | Partido de la Revolución Democrática | María Cruz Flores González   | 710    | 2.23%      |
|                   | Coalición PVEM-PANAL                 | Raúl Orihuela González Hecho | 12,028 | 37.70%     |
|                   | Movimiento Ciudadano                 | Luis Garrido Miranda         | 1,211  | 3.80%      |
|                   | Movimiento de Regeneración Nacional  | José Luis Trejo Moreno       | 1,875  | 5.88%      |
|                   | Partido Encuentro Social             | Alfredo Sahagún Sánchez      | 988    | 3.10%      |
|                   | Candidatos No Registrados            | Candidatos No Registrados    | 18     | 0.05%      |
|                   | Nulos                                | Nulos                        | 1,212  | 3.79%      |
| Total             | Total                                | Total                        | 31,903 | 100%       |

#### Amealco de Bonfil
| Partido/Coalición | Partido/Coalición                    | Candidato                         | Votos  | Porcentaje |
| ----------------- | ------------------------------------ | --------------------------------- | ------ | ---------- |
|                   | Partido Acción Nacional              | Rosendo Anaya Aguilar Hecho       | 14,051 | 48.07%     |
|                   | Coalición PRI-PT                     | Javier Flores Becerril            | 12,230 | 41.83%     |
|                   | Partido de la Revolución Democrática | Seth Estanislao Hipólito          | 391    | 1.34%      |
|                   | Partido Verde Ecologista de México   | Teresa Hernández Vázquez          | 406    | 1.39%      |
|                   | Movimiento Ciudadano                 | María del Rocío Hernández Cedillo | 183    | 0.62%      |
|                   | Nueva Alianza                        | Juana Hernández Tovar             | 343    | 1.17%      |
|                   | Movimiento de Regeneración Nacional  | Rigoberto Ramírez Anaya           | 174    | 0.60%      |
|                   | Partido Encuentro Social             | Yesennia Torres Trejo             | 220    | 0.75%      |
|                   | Candidatos No Registrados            | Candidatos No Registrados         | 17     | 0.06%      |
|                   | Nulos                                | Nulos                             | 1,218  | 4.17%      |
| Total             | Total                                | Total                             | 29,233 | 100%       |

#### Arroyo Seco
| Partido/Coalición | Partido/Coalición                    | Candidato                          | Votos | Porcentaje |
| ----------------- | ------------------------------------ | ---------------------------------- | ----- | ---------- |
|                   | Partido Acción Nacional              | María Dionicia Loredo Suárez Hecho | 3,959 | 52.44%     |
|                   | Coalición PRI-PT                     | Ma. Jesús Marín Cepeda             | 2,655 | 35.17%     |
|                   | Partido de la Revolución Democrática | Raúl Colunga Escamilla             | 475   | 6.30%      |
|                   | Coalición PVEM-PANAL                 | Francisca Montes Leyva             | 73    | 0.97%      |
|                   | Movimiento de Regeneración Nacional  | Gaspar Sifuentes Rodríguez         | 201   | 2.66%      |
|                   | Candidatos No Registrados            | Candidatos No Registrados          | 0     | 0.00%      |
|                   | Nulos                                | Nulos                              | 186   | 2.46%      |
| Total             | Total                                | Total                              | 7,549 | 100%       |

#### Cadereyta de Montes
| Partido/Coalición | Partido/Coalición                    | Candidato                         | Votos  | Porcentaje |
| ----------------- | ------------------------------------ | --------------------------------- | ------ | ---------- |
|                   | Partido Acción Nacional              | León Enrique Bolaño Mendoza Hecho | 9,586  | 32.99%     |
|                   | Coalición PRI-PT                     | Omar Jiménez Reséndiz             | 7,095  | 24.42%     |
|                   | Partido de la Revolución Democrática | Laura Martínez Guerrero           | 217    | 0.75%      |
|                   | Partido Verde Ecologista de México   | David Estrada Villavicencio       | 2,211  | 7.61%      |
|                   | Movimiento Ciudadano                 | María del Carmen Romo Hernández   | 362    | 1.25%      |
|                   | Nueva Alianza                        | Antonio Ledesma Reséndiz          | 587    | 2.02%      |
|                   | Movimiento de Regeneración Nacional  | Dalia Ivette Pérez Aguilar        | 298    | 1.03%      |
|                   | Partido Encuentro Social             | Amada Amelia Muñoz Mejía          | 261    | 0.90%      |
|                   | Partido Humanista                    | Beatriz Cruz Valencia             | 496    | 1.70%      |
|                   | Candidato Independiente              | Hugo Amado Muñoz Flores           | 6,659  | 22.92%     |
|                   | Candidatos No Registrados            | Candidatos No Registrados         | 15     | 0.05%      |
|                   | Nulos                                | Nulos                             | 1,267  | 4.36%      |
| Total             | Total                                | Total                             | 29,054 | 100%       |

#### Colón
| Partido/Coalición | Partido/Coalición                    | Candidato                           | Votos  | Porcentaje |
| ----------------- | ------------------------------------ | ----------------------------------- | ------ | ---------- |
|                   | Partido Acción Nacional              | José Alejandro Ochoa Valencia Hecho | 9,829  | 37.47%     |
|                   | Partido Revolucionario Institucional | José Nemorio Guevara Ibarra         | 7,869  | 29.99%     |
|                   | Partido de la Revolución Democrática | Francisco Javier Gutiérrez Martínez | 569    | 2.17%      |
|                   | Partido Verde Ecologista de México   | Carlos Eduardo Camacho Cedillo      | 1,309  | 4.99%      |
|                   | Partido del Trabajo                  | Juan Manuel Castillo Barragán       | 301    | 1.15%      |
|                   | Movimiento Ciudadano                 | Elsa Ferrusca Mora                  | 4,306  | 16.42%     |
|                   | Movimiento de Regeneración Nacional  | Bernardo Ledezma Hernández          | 299    | 1.14%      |
|                   | Partido Encuentro Social             | Criseida Villanueva Jerez           | 445    | 1.70%      |
|                   | Partido Humanista                    | Gema Hernández Aguilar              | 279    | 1.06%      |
|                   | Candidatos No Registrados            | Candidatos No Registrados           | 11     | 0.04%      |
|                   | Nulos                                | Nulos                               | 1,014  | 3.87%      |
| Total             | Total                                | Total                               | 26,231 | 100%       |

#### Ezequiel Montes
| Partido/Coalición | Partido/Coalición                    | Candidato                           | Votos  | Porcentaje |
| ----------------- | ------------------------------------ | ----------------------------------- | ------ | ---------- |
|                   | Partido Acción Nacional              | Armando Velázquez Ramírez           | 4,517  | 24.02%     |
|                   | Coalición PRI-PANAL-PT               | Luz María Quintanar Feregrino Hecho | 5,577  | 29.65%     |
|                   | Partido de la Revolución Democrática | Antonio Merced Velázquez Montes     | 1,409  | 7.49%      |
|                   | Partido Verde Ecologista de México   | Aquilino González Velázquez         | 1,816  | 9.65%      |
|                   | Movimiento Ciudadano                 | Néstor Dávila Feregrino             | 487    | 2.59%      |
|                   | Movimiento de Regeneración Nacional  | Yolanda Georgina Pons Ramírez       | 611    | 3.25%      |
|                   | Partido Encuentro Social             | Ma. Guadalupe Vázquez Estrada       | 72     | 0.38%      |
|                   | Partido Humanista                    | Bertín Velázquez Rangel             | 420    | 2.23%      |
|                   | Candidato Independiente              | Hipólito Rigoberto Pérez Montes     | 2,800  | 14.89%     |
|                   | Candidato Independiente              | Juan Carlos García Arellano         | 553    | 2.94%      |
|                   | Candidatos No Registrados            | Candidatos No Registrados           | 7      | 0.04%      |
|                   | Nulos                                | Nulos                               | 540    | 2.87%      |
| Total             | Total                                | Total                               | 18,809 | 100%       |

#### Jalpan de Serra
| Partido/Coalición | Partido/Coalición                    | Candidato                      | Votos  | Porcentaje |
| ----------------- | ------------------------------------ | ------------------------------ | ------ | ---------- |
|                   | Partido Acción Nacional              | Liz Selene Salazar Pérez Hecho | 6,649  | 50.38%     |
|                   | Coalición PRI-PT                     | Manuel de Jesús Ángeles Vega   | 5,540  | 41.98%     |
|                   | Partido de la Revolución Democrática | Ma. Verónica Ledezma Gracia    | 136    | 1.03%      |
|                   | Partido Verde Ecologista de México   | Diana García Palestina         | 52     | 0.39%      |
|                   | Nueva Alianza                        | Anastacia Ramírez              | 100    | 0.76%      |
|                   | Movimiento de Regeneración Nacional  | Omar de Jesús Ramos López      | 159    | 1.20%      |
|                   | Partido Encuentro Social             | Moisés Pacheco Miralrio        | 142    | 1.08%      |
|                   | Candidatos No Registrados            | Candidatos No Registrados      | 2      | 0.02%      |
|                   | Nulos                                | Nulos                          | 417    | 3.16%      |
| Total             | Total                                | Total                          | 13,197 | 100%       |

#### Landa de Matamoros
| Partido/Coalición | Partido/Coalición                   | Candidato                          | Votos  | Porcentaje |
| ----------------- | ----------------------------------- | ---------------------------------- | ------ | ---------- |
|                   | Partido Acción Nacional             | Honorina Amador Covarrubias Hecho  | 4,656  | 45.56%     |
|                   | Coalición PRI-PT                    | María de los Ángeles Ponce Ledezma | 4,596  | 44.98%     |
|                   | Partido Verde Ecologista de México  | Olga Angélica Olvera Guerrero      | 188    | 1.84%      |
|                   | Nueva Alianza                       | Laura Elena Labastida Monroy       | 288    | 2.82%      |
|                   | Movimiento de Regeneración Nacional | Ma. Damiana Rodríguez Trejo        | 95     | 0.93%      |
|                   | Candidatos No Registrados           | Candidatos No Registrados          | 1      | 0.01%      |
|                   | Nulos                               | Nulos                              | 395    | 3.86%      |
| Total             | Total                               | Total                              | 10,219 | 100%       |

#### Pedro Escobedo
| Partido/Coalición | Partido/Coalición                    | Candidato                           | Votos  | Porcentaje |
| ----------------- | ------------------------------------ | ----------------------------------- | ------ | ---------- |
|                   | Partido Acción Nacional              | María Jovita Juana Nieves Piña      | 6,581  | 21.81%     |
|                   | Coalición PRI-PVEM-PANAL-PT          | Beatriz Magdalena León Sotelo Hecho | 10,526 | 34.88%     |
|                   | Partido de la Revolución Democrática | Salvador Piña Perrusquía            | 9,303  | 30.82%     |
|                   | Movimiento Ciudadano                 | Christian Adan Hurtado              | 1,142  | 3.78%      |
|                   | Movimiento de Regeneración Nacional  | Marina Sixtos Silva                 | 1,367  | 4.53%      |
|                   | Partido Encuentro Social             | María Zayde Carreón Cortez          | 307    | 1.02%      |
|                   | Candidatos No Registrados            | Candidatos No Registrados           | 9      | 0.03%      |
|                   | Nulos                                | Nulos                               | 945    | 3.13%      |
| Total             | Total                                | Total                               | 30,180 | 100%       |

#### Peñamiller
| Partido/Coalición | Partido/Coalición                    | Candidato                         | Votos  | Porcentaje |
| ----------------- | ------------------------------------ | --------------------------------- | ------ | ---------- |
|                   | Partido Acción Nacional              | Margarita Hernández Aguilar Hecho | 4,369  | 43.51%     |
|                   | Coalición PRI-PVEM                   | Cecilia Rubio Rubio               | 4,316  | 42.98%     |
|                   | Partido de la Revolución Democrática | Juana Guerrero Linares            | 115    | 1.14%      |
|                   | Partido del Trabajo                  | María Dolores Alvarado Aguilar    | 55     | 0.55%      |
|                   | Movimiento Ciudadano                 | José Hernández Zarazúa            | 343    | 3.41%      |
|                   | Nueva Alianza                        | José Luis Flores Rangel           | 499    | 4.97%      |
|                   | Movimiento de Regeneración Nacional  | Libia Aguilar Cervantes           | 28     | 0.28%      |
|                   | Candidatos No Registrados            | Candidatos No Registrados         | 0      | 0.00%      |
|                   | Nulos                                | Nulos                             | 317    | 3.16%      |
| Total             | Total                                | Total                             | 10,042 | 100%       |

#### Pinal de Amoles
| Partido/Coalición | Partido/Coalición                    | Candidato                         | Votos  | Porcentaje |
| ----------------- | ------------------------------------ | --------------------------------- | ------ | ---------- |
|                   | Partido Acción Nacional              | Gloria Inés Rendón García Hecho   | 6,939  | 55.92%     |
|                   | Coalición PRI-PT                     | Oralia Aguilar                    | 4,348  | 35.04%     |
|                   | Partido de la Revolución Democrática | Silvia Guadalupe Reséndiz Mendoza | 222    | 1.79%      |
|                   | Partido Verde Ecologista de México   | Marisol Villalón Camacho          | 65     | 0.52%      |
|                   | Movimiento Ciudadano                 | Jorge Luis Martínez               | 128    | 1.03%      |
|                   | Nueva Alianza                        | María Francisca García Sánchez    | 63     | 0.50%      |
|                   | Movimiento de Regeneración Nacional  | J. Jesús Guerrero Herrera         | 146    | 1.18%      |
|                   | Partido Encuentro Social             | Ana Jazmín Hernández Godoy        | 22     | 0.18%      |
|                   | Candidatos No Registrados            | Candidatos No Registrados         | 1      | 0.01%      |
|                   | Nulos                                | Nulos                             | 475    | 3.83%      |
| Total             | Total                                | Total                             | 12,409 | 100%       |

#### San Joaquín
| Partido/Coalición | Partido/Coalición                    | Candidato                  | Votos | Porcentaje |
| ----------------- | ------------------------------------ | -------------------------- | ----- | ---------- |
|                   | Partido Acción Nacional              | Gabriela Guerrero Sánchez  | 1,722 | 40.28%     |
|                   | Coalición PRI-PT                     | Anayely Álvarez Soto Hecho | 2,003 | 46.85%     |
|                   | Partido de la Revolución Democrática | Priscilla Theresa Trejo    | 181   | 4.23%      |
|                   | Nueva Alianza                        | Ma. Antonia Franco Nieto   | 145   | 3.39%      |
|                   | Movimiento de Regeneración Nacional  | Ana Xochitl González Reyes | 55    | 1.29%      |
|                   | Candidatos No Registrados            | Candidatos No Registrados  | 2     | 0.05%      |
|                   | Nulos                                | Nulos                      | 167   | 3.91%      |
| Total             | Total                                | Total                      | 4,275 | 100%       |

#### Tolimán
Los resultados obtenidos oficialmente por el IEEQ antes del recuento derivado de las impugnaciones son los siguientes.
| Partido/Coalición | Partido/Coalición                    | Candidato                         | Votos  | Porcentaje |
| ----------------- | ------------------------------------ | --------------------------------- | ------ | ---------- |
|                   | Partido Acción Nacional              | Ma. Ernestina Ramírez de Santiago | 1,769  | 13.53%     |
|                   | Partido Revolucionario Institucional | Hayre Olvera Sánchez              | 2,243  | 17.16%     |
|                   | Partido de la Revolución Democrática | Armando Ramón García              | 994    | 7.60%      |
|                   | Partido Verde Ecologista de México   | Martín Jiménez Ramos              | 2,369  | 18.12%     |
|                   | Partido del Trabajo                  | Ma. Carmen de Santiago Jiménez    | 105    | 0.80%      |
|                   | Movimiento Ciudadano                 | Ma. Guadalupe García Cruz         | 156    | 1.19%      |
|                   | Nueva Alianza                        | Luis Rodolfo Martínez Sánchez     | 2,331  | 17.83%     |
|                   | Movimiento de Regeneración Nacional  | Norma Angélica Olvera Carbajal    | 192    | 1.47%      |
|                   | Partido Encuentro Social             | Roberto Ramos Pérez               | 121    | 0.93%      |
|                   | Partido Humanista                    | Enrique Jiménez Ramos             | 473    | 3.62%      |
|                   | Candidato Independiente              | Andrés Sánchez Sánchez            | 459    | 3.51%      |
|                   | Candidato Independiente              | Israel Guerrero Bocanegra         | 1,314  | 10.05%     |
|                   | Candidatos No Registrados            | Candidatos No Registrados         | 0      | 0.00%      |
|                   | Nulos                                | Nulos                             | 547    | 4.19%      |
| Total             | Total                                | Total                             | 13,073 | 100%       |

Finalmente parte de los resultados obtenidos después del recuento son los siguientes, que alteran el ganador final de la contienda por este municipio.

| Partido/Coalición | Partido/Coalición                  | Candidato                           | Votos |
| ----------------- | ---------------------------------- | ----------------------------------- | ----- |
|                   | Partido Verde Ecologista de México | Martín Jiménez Ramos                | 2,406 |
|                   | Nueva Alianza                      | Luis Rodolfo Martínez Sánchez Hecho | 2,446 |

## Candidatos Electos

### Ayuntamientos
| Partido/Coalición | Partido/Coalición                    | Municipios |
| ----------------- | ------------------------------------ | ---------- |
|                   | Partido Acción Nacional              | 11         |
|                   | Partido Revolucionario Institucional | 0          |
|                   | Partido de la Revolución Democrática | 0          |
|                   | Partido Verde Ecologista de México   | 0          |
|                   | Partido del Trabajo                  | 0          |
|                   | Movimiento Ciudadano                 | 0          |
|                   | Nueva Alianza                        | 1          |
|                   | Movimiento de Regeneración Nacional  | 0          |
|                   | Partido Encuentro Social             | 0          |
|                   | Partido Humanista                    | 0          |
|                   | Coalición PAN-PRD                    | 0          |
|                   | Coalición PRI, PVEM y PT             | 1          |
|                   | Coalición PVEM-PANAL                 | 1          |
|                   | Coalición PRI-PVEM-PANAL             | 1          |
|                   | Coalición PRI-PANAL-PT               | 1          |
|                   | Coalición PRI-PVEM-PANAL-PT          | 1          |

#### Alcaldes electos
| Municipio           | Partido/Coalición                  | Candidato electo              |
| ------------------- | ---------------------------------- | ----------------------------- |
| Amealco de Bonfil   |                                    | Rosendo Anaya Aguilar         |
| Arroyo Seco         |                                    | María Dionicia Loredo Suárez  |
| Cadereyta de Montes |                                    | León Enrique Bolaño Mendoza   |
| Colón               |                                    | José Alejandro Ochoa Valencia |
| Corregidora         |                                    | Mauricio Kuri González        |
| El Marqués          |                                    | Mario Calzada Mercado         |
| Ezequiel Montes     |                                    | Luz María Quintanar Feregrino |
| Huimilpan           |                                    | -                             |
| Jalpan de Serra     |                                    | Liz Selene Salazar Pérez      |
| Landa de Matamoros  |                                    | Honorina Amador Covarrubias   |
| Pedro Escobedo      |                                    | Beatriz Magdalena León Sotelo |
| Peñamiller          |                                    | Margarita Hernández Aguilar   |
| Pinal de Amoles     |                                    | Gloria Inés Rendón García     |
| Querétaro           |                                    | Marcos Aguilar Vega           |
| San Joaquín         | Partido Verde Ecologista de México | Anayely Álvarez Soto          |
| San Juan del Río    |                                    | Guillermo Vega Guerrero       |
| Tequisquiapan       |                                    | Raúl Orihuela González        |
| Toliman             |                                    | Luis Rodolfo Martínez Sánchez |

### Diputados
| Partido/Coalición | Partido/Coalición                    | Mayoría relativa | Proporcional | Total |
| ----------------- | ------------------------------------ | ---------------- | ------------ | ----- |
|                   | Partido Acción Nacional              | 12               | 1            | 13    |
|                   | Partido Revolucionario Institucional | 1                | 6            | 7     |
|                   | Partido de la Revolución Democrática | 0                | 1            | 1     |
|                   | Partido Verde Ecologista de México   | 0                | 1            | 1     |
|                   | Partido del Trabajo                  | 0                | 0            | 0     |
|                   | Movimiento Ciudadano                 | 0                | 0            | 0     |
|                   | Nueva Alianza                        | 0                | 0            | 0     |
|                   | Movimiento de Regeneración Nacional  | 0                | 1            | 1     |
|                   | Partido Encuentro Social             | 0                | 0            | 0     |
|                   | Partido Humanista                    | 0                | 0            | 0     |
|                   | Coalición PRI-PT                     | 1                | 0            | 1     |
|                   | Coalición PRI-PVEM-PANAL             | 1                | 0            | 1     |

#### Diputados Electos por Mayoría Relativa
| Distrito | Partido | Diputado Electo                 |
| -------- | ------- | ------------------------------- |
| I        |         | Daesy Alvorada Hinojosa Rosas   |
| II       |         | María Alemán Muñoz Castillo     |
| III      |         | Ma. del Carmen Zúñiga Hernández |
| IV       |         | Eric Salas González             |
| V        |         | Luis Gerardo Ángeles Herrera    |
| VI       |         | Juan Luis Iñiguez Hernández     |
| VII      |         | Luis Antonio Zapata Guerrero    |
| VIII     |         | Verónica Hernández Flores       |
| IX       |         | Roberto Carlos Cabrera          |
| X        |         | José González Ruiz              |
| XI       |         | Hector Iván Magaña Rentería     |
| XII      |         | Ayde Espinoza González          |
| XIII     |         | Ma. Antonieta Puebla Vega       |
| XIV      |         | Leticia Rubio Montes            |
| XV       |         | Atali Sofia Rangel Ortíz        |

#### Diputados Electos Proporcionalmente
| Lista | Partido | Diputado                         |
| ----- | ------- | -------------------------------- |
| 1     |         | Luis Antonio Rangel Méndez       |
| 2     |         | Mauricio Ortiz Proal             |
| 3     |         | Norma Mejía Lira                 |
| 4     |         | J. Jesús Llamas Contreras        |
| 5     |         | Ma. Isabel Aguilar Morales       |
| 6     |         | Carlos Manuel Vega de la Isla    |
| 7     |         | Leticia Aracely Mercado Herrera  |
| 8     |         | Carlos Lázaro Sánchez Tapia      |
| 9     |         | Yolanda Josefina Rodríguez Otero |
| 10    |         | Herlinda Vázquez Munguía         |

## Encuestas Pre-electorales
Principales Candidatos a Gobernador del Estado de Querétaro
45% Pancho Domínguez
39% Roberto Loyola
7%  Adolfo Camacho
6%. Celia Maya
Fuente: CONSULTA MITOFSKY
Principales Candidatos a Presidente Municipal del Municipio de Querétaro
38% Marcos Aguilar Vega
32% Manuel Pozo Cabrera
5% Gonzalo Barcenas Reyes
4% Berenice García Vega
Fuente: ARIAS CONSULTORES